# الاتحاد الاوروبي للجمعيات الوطنية الهندسية
الاتحاد الأوروبي للجمعيات الوطنية الهندسية (بالإنجليزية: European Federation of National Engineering Associations) هو اتحاد للهيئات المهنية الوطنية التي تمثل الهندسة في 33 دولة أوروبية. تأسست في عام 1951 ، وهي تهدف إلى تعزيز الاعتراف والتنقل واهتمامات مهنة الهندسة في أوروبا.